# 小安
陳信安，藝名小安，台灣音樂人，以歌手出身，2003年4月發行個人首張唱片《浪費愛情》，現已完全退居幕後，所屬唱片公司是環球唱片旗下的上華唱片。2001年受到華語音樂重量級人物並有歌神稱號的張學友提攜，成為張學友之後的御用作曲和填詞人之一。
2015年8月10日，小安所演唱的《我想要做爱》、《哇靠》因涉及宣扬淫秽、暴力、教唆犯罪或者危害社会公德的内容，遭到中华人民共和国文化部下架。

## 音樂專輯
| 發行日期  | 專輯名稱 | 語言       | 曲目 |
| 2003年4月 | 浪費愛情 | 中文／台語 | 1. 浪費愛情 2. 沒出息 3. 莫名其妙 4. 上帝的幫助 5. 我想要做愛 6. 憂愁 7. 翅膀 8. 想逃 9. 哇靠 10. 一起的時候 |

### 迷你專輯
- 2023年《憂愁三部曲 The Instrumental》

### 單曲
- 2022年 《無情我抵著閣較無情个妳》
- 2022年 《愛是我的》
- 2022年 《懸念》
- 2023年 《憂愁 ver.X》
- 2024年 《收買妳的愛》
- 2025年 《食物鏈-FOOD CHAIN-》

## 給其他歌手的音樂創作

### 2000年
- 江美琪《上帝的幫助》：作詞／作曲
- B.A.D《肚子一圈肉》：作詞／作曲／編曲
- 黃乙玲《憂愁》：作詞（與周佳佑）／作曲／編曲（與陳品）

### 2001年
- 動力火車《回家》：編曲
- 張學友《天氣這麼熱》《想的都是她》：作詞／作曲／編曲
- 宋新妮《Fall In Love》：作詞／作曲
- 吳立琪《She's so cool》：作詞／作曲

### 2002年
- 許志安《失戀河》：作曲
- 許志安《一天一天》：作詞
- 莫文蔚《I will be fine》：作曲
- 張學友《走不掉》《驕傲》：作詞／作曲／編曲
- 張學友《墮落天堂》：作曲／編曲
- 范筱梵《束縛》：作詞／作曲
- 光良《愛上她》：作詞（與葛大為）／作曲

### 2003年
- B.A.D《得到你的方法》：作詞／作曲
- 5566《無所謂》：作詞／作曲／編曲
- Energy《Get Away》：作詞（與郭葦昀）／作曲
- 庾澄慶《做不到》：作詞／作曲
- 張韶涵《寓言》：作曲
- 潘瑋柏《非妳不可》：作曲／編曲

### 2004年
- Shine《愛情傷兵》：作詞／作曲
- 許志安《不懂》：作詞／作曲／編曲
- 蔡依林《Love Love Love》：編曲
- 張學友《我不明白》：作詞／作曲／編曲
- 郭葦昀《你應該知道》：編曲
- K ONE《討好》：編曲
- 川島茉樹代《走開你哪位》：作詞／作曲
- 羅志祥《機器娃娃》：編曲

### 2005年
- 蔡依林《天空》：編曲
- 飛輪海《一個人流浪》：作曲／編曲
- 梁雁翎《藏心》：作曲

### 2006年
- 胡兵《不說》：作詞／作曲
- 蘇慧倫《告訴我》：作詞／編曲
- 張惠妹《因為你在》：作曲
- 蔡依林《假裝》：編曲（與洪敬堯）
- 蔡依林《Mr. Q》：編曲
- 張棟樑《小烏龜》：編曲
- 于浩威《我不要聽見》：作詞／作曲
- 飛輪海《2月30號見》：作曲／編曲
- 蔡依林《唯舞獨尊》：編曲
- 江美琪《你呀你呀》：作曲
- 極光樂團《枷鎖》：作詞／作曲
- 極光樂團《白色玫瑰》：作曲
- K ONE《為你再活一天》：作曲
- 羅志祥《幾分》：作詞／作曲
- 璽恩《玩偶》：作詞／作曲
- S.H.E《怎麼辦》：編曲
- 梁詠琪《失蹤》《白日夢》：編曲
- 楊乃文《之前》：作曲
- 余宪忠《白床单上的阳光》：作曲

### 2007年
- 棒棒堂《Yes》《變身三分鐘》：編曲
- 張學友《在你身邊》：作詞／作曲／編曲／監製
- 張學友《有一個地方》：編曲／監製
- 張學友《I Don't Wanna Be》：作詞／作曲／編曲／監製
- 何潤東《Di Da》《沒有我你怎麼辦》《Think About You》：編曲
- 何潤東《最後一天》《妳的回答》：作詞／作曲／編曲
- 余憲忠《不該少了你》：作曲
- 溫嵐《熱浪》：編曲
- 蔡依林《特務J》《愛無赦》：編曲
- 大嘴巴《靠過來》《我願意》《119》《無可取代》《懷秋》：監製（與阿弟仔和畢國勇）
- 大嘴巴《Get You Back》《Step On The Beat》《我就是喜歡你》：作曲／編曲／監製（與阿弟仔和畢國勇）
- 大嘴巴《結果咧》《大嘴巴》：編曲／監製（與阿弟仔和畢國勇）
- 卓文萱《甜甜圈》：編曲
- 羅志祥《一支獨秀》：編曲
- 王心凌《幸福神偷》：作曲
- 蘇慧倫《分不開》：作曲

### 2008年
- 朱孝天《愛不停止》：作詞／作曲／編曲
- 蕭亞軒《類似愛情》：作曲
- 卓義峰《這是怎樣》：作詞／作曲
- S.H.E《比你賤》《我是火星人》：編曲
- 卓文萱《愛的城堡》：編曲
- 吳佩慈《愛的城堡》：作曲
- 大嘴巴《永遠在身邊》：編曲／監製（與阿弟仔和畢國勇）
- 大嘴巴《緊箍咒》：編曲
- 大嘴巴《愛的宣言》《Falling Like Dat》：作曲／編曲
- 大嘴巴《小心眼》：作曲
- 神木與瞳《終結》：編曲
- 賴銘偉《理由》：編曲

### 2009年
- 蔡依林《花蝴蝶》《大丈夫》：編曲
- 郭采潔《愛計較》：作曲
- 阿密特《黑吃黑》《分生》《靈魂的重量》：編曲
- 阿密特《相愛後動物感傷》：作曲／編曲
- 范瑋琪《沒把握》：作詞／作曲／編曲
- 陳奕迅《心的距離》：作詞／作曲
- 溫嵐《Dancing Queen》Intro：編曲
- 溫嵐《廣角美女》：作曲／編曲
- 溫嵐《愛情沒有對錯》《視而不見》《不要太乖》：編曲
- 蕭亞軒《不愛．請閃開》：編曲
- 王心凌《別說》：作詞／作曲／編曲／監製
- 王心凌《我會更好》：作曲／編曲／監製
- 武虎將《宇宙無敵超韌性男朋友》：作曲/ 編曲 / 監製
- 李聖傑《花花世界》：作曲/編曲/監製
- 許慧欣《香水百合》：作曲/ 編曲

### 2010年
- 楊丞琳《新流感》：編曲
- 羅志祥《愛的主場秀》：作曲／編曲
- 羅志祥《搞定》：編曲
- 彭于晏《不想這樣》：作曲
- 神木與瞳《守護者》《Q & A》：編曲
- 賴銘偉《好想為你哭》《轉淚點》：編曲
- 黃美珍《跟我一起怪》：編曲
- Waterman《More Water》：作曲
- 郭采潔《原諒》：作詞（與陳天佑）／作曲／編曲／監製
- 郭采潔《派樂地》：編曲／監製
- 江蕙《唉呦唉呦》：編曲
- 王宏恩《飛翔》《原舞》《向前衝》《這一首歌》《掌聲加尖叫》：編曲
- 周湯豪《附心漢》：作曲／編曲／監製
- 周湯豪《Miss壞》：作曲
- 張芸京《不再聯絡》：作曲
- 蔡依林《美人計》《玩愛之徒》《派大星》《無言以對》：編曲／監製
- 蔡依林《Myself》五首interlude：製作
- 蔡依林《七上八下》：作詞（與陳天佑）／作曲／編曲／監製
- 原子霏《求救訊號》：作詞（與Leisa）／作曲
- 蔡依林《玩愛之徒（I Know You Remix）》：製作
- 蕭亞軒《瀟灑小姐》：作詞（與葛大為）／作曲／編曲／監製
- 蕭亞軒《讓愛飛起來》：監製
- Lollipop F《今天是Holiday》：作曲

### 2011年
- 羅志祥《獨一無二Only You》：編曲／監製
- 羅志祥《舞所遁形》：編曲／監製
- 羅志祥《一萬零一夜》：作曲／編曲／監製
- 范瑋琪《沒把握》：作詞／作曲／編曲
- 黃小琥《說到做到》：填詞／作曲／編曲
- 黃鴻升《痴漢》：填詞／作曲／編曲／監製
- 蕭亞軒《愛不離手》：作曲／編曲／監製
- 蕭敬騰《敷衍》：填詞／作曲／編曲

### 2012年
- 羅志祥《全城熱愛》《幸福囉》：編曲／監製
- 周湯豪《控》《全面失控》：編曲／監製
- 周湯豪《黑洞》《億萬分之一的機率》《麻吉麻吉》《內傷》《寂寞的時候》《這是你的歌》《Super Nice Girl》：編曲（與周湯豪）／監製
- 周湯豪《我就是要》：作曲（與周湯豪）／編曲／監製

### 2013年
- 羅志祥《 	愛投羅網》《佔愛為王》：編曲／監製

### 2014年
- 蕭亞軒《不解釋親吻》：編曲／監製
- 蕭亞軒《劫後餘生》：編曲／監製
- 蕭亞軒《天雷地火》：編曲／監製
- 蔡依林《美杜莎》：編曲／監製
- 蔡依林《唇語》：監製
- 蔡依林《電話皇后》：編曲／監製
- 張學友《你說的》：作詞／作曲
- 張學友《我只想唱歌》：作曲
- 張學友《控訴》：作詞／作曲
- 艾怡良《上流玩法》：監製

### 2015年
- 鍾漢良《閒人免進》：監製
- 鍾漢良《浪人天涯》：監製

### 2016年
- 林宥嘉《我夢見你夢見我》：作曲／編曲／監製（與林宥嘉）

### 2017年
- 光良《不缺》：編曲（與李漢勃）／監製
- 張惠妹《偷故事的人》：監製
- 張惠妹《壞的好人》：監製
- 張惠妹《裝醉》：作詞／作曲／編曲／監製
- 張惠妹《你說了算》：編曲／監製
- 張惠妹《戒斷》：監製
- 張惠妹《連名帶姓》：監製
- 張惠妹《身後》：監製
- 張惠妹《光》：編曲／監製
- 張惠妹《到底》：作詞／作曲／編曲／監製
- 張惠妹《傲嬌》：編曲／監製

## 獎項

### 金曲獎
| 年份 | 獎項名稱     | 提名獎項         | 提名               | 結果 |
| ---- | ------------ | ---------------- | ------------------ | ---- |
| 2008 | 第19屆金曲獎 | 最佳編曲人獎     | 蔡依林〈特務J〉    | 獲獎 |
| 2015 | 第26屆金曲獎 | 最佳單曲製作人獎 | 蔡依林〈唇語〉     | 獲獎 |
| 2015 | 第26屆金曲獎 | 最佳單曲製作人獎 | 艾怡良〈上流玩法〉 | 提名 |